# Ogiyodiora
《Ogiyodiora》는 1998년 발표된 가수 이상은의 일본 싱글 앨범이다. 이상은이 일본 영화 < 간밧테 이키맛쇼이(がんばっていきまっしょい) - '화이팅 에츠코' >의 음악을 맡아 OST음반《Give it all》발매 하기전 나온 싱글 앨범으로, 영화의 메인테마가 7집앨범의 '어기여디어라' 영어버전이다. 싱글은 12cm, 8cm 두가지 종류로 발매되었는데, 8cm에는 Ogiyodiora (Soundtrack version)이 빠진 3곡이 수록되었다.

## 수록곡
| #  | 제목                                | 작사               | 작곡               | 재생 시간 |
| -- | ----------------------------------- | ------------------ | ------------------ | --------- |
| 1. | 〈Ogiyodiora〉                      | Lee-Tzsche(이상은) | Lee-Tzsche(이상은) | 4:47      |
| 2. | 〈Desert〉                          | Lee-Tzsche(이상은) | Lee-Tzsche(이상은) | 5:09      |
| 3. | 〈Ogiyodiora〉 (Soundtrack version) | Lee-Tzsche(이상은) | Lee-Tzsche(이상은) | 5:53      |
| 4. | 〈Ogiyodiora〉 (instrumental)       |                    | Lee-Tzsche(이상은) | 4:45      |

## 관련 자료
- 'Ogiyodiora' 영화버전
- 'Desert' 영화버전[깨진 링크(과거 내용 찾기)]